# Bongnam-myeon
Bongnam-myeon (koreanska: 봉남면)  är en socken i den sydvästra delen av Sydkorea,  200 km söder om huvudstaden Seoul.  Den ligger i kommunen Gimje i provinsen Norra Jeolla. 